# Scared to Live
Pistes de After Hours
Hardest to Love
(3) Snowchild
(5)
Scared to Live est une chanson du chanteur canadien The Weeknd de son quatrième album, After Hours. Elle a été présentée pour la première fois le 8 mars 2020, lors d'une performance de The Weeknd avec Oneohtrix Point Never lors de l'émission Saturday Night Live. Elle est ensuite sortie le 20 mars 2020 aux côtés des autres titres de l'album After Hours. La version live de Saturday Night Live de la chanson est officiellement sortie au sein de l'édition de luxe de son album parent le 23 mars 2020.
The Weeknd a écrit et produit Scared to Live avec ses producteurs Max Martin et Oscar Holter, avec Belly, Oneohtrix Point Never, Elton John et Bernie Taupin recevant des crédits additionnels d'écriture du titre, les deux derniers étant crédités en raison de l'interpolation de la chanson Your Song d'Elton John.

## Crédits
Crédits provenant de Tidal .
- The Weeknd - chant, écriture, production
- Belly - écriture
- Oneohtrix Point Never - écriture
- Elton John - écriture
- Bernard Taupin - écriture
- Max Martin - écriture, production
- Oscar Holter - écriture, production
- Dave Kutch - masterisation
- Kevin Peterson - masterisation

## Classements hebdomadaires
| Classement (2020)                   | Meilleure position |
| ----------------------------------- | ------------------ |
| Canada (Hot 100)                    | 33                 |
| Danemark (Tracklisten)              | 29                 |
| Estonie (Eesti Tipp-40)             | 29                 |
| États-Unis (Hot 100)                | 24                 |
| États-Unis (R&B/Hip-Hop Songs)      | 12                 |
| France (SNEP)                       | 56                 |
| Italie (FIMI)                       | 64                 |
| Norvège (VG-lista)                  | 33                 |
| Nouvelle-Zélande (RMNZ Hot Singles) | 3                  |
| Portugal (AFP)                      | 37                 |
| Tchéquie (IFPI Singles Digitál)     | 47                 |
| Royaume-Uni (UK Streaming Chart)    | 40                 |
| Slovaquie (Singles Digitál Top 100) | 23                 |
| Suède (Sverigetopplistan)           | 34                 |

## Historique de sortie
| Région | Date                 | Format                       | Label(s)        | Réf.   |
| ------ | -------------------- | ---------------------------- | --------------- | ------ |
| Monde  | 20 mars 2020 (album) | - Téléchargement - streaming | - XO - Republic | [ 19 ] |